# تاليس أوبد موسيس
تاليس أوبد موسيس هو قس من فانواتو شغل منصب رئيس فانواتو التاسع من 6 يوليو 2017 حتى 6 يوليو 2022.